# 徳田ザウルス
徳田 ザウルス（とくだ ザウルス、本名: 徳田 肇（とくだ はじめ）、1958年12月1日 - 2006年3月23日）は、日本の漫画家、3DCGイラストレーター。男性。神奈川県横浜市出身。J-Mac理事。

## 人物・略歴
大のマシン好きが高じて自動車販売業者に勤務していたが、漫画家を志し退職。愛車もチョッパーバイクやシボレーのコルベット、フリートラインなどを好んで乗っていた。
1980年代、桜多吾作のアシスタントを務めた後、当時の月刊コロコロコミック編集部が用意した漫画家用執筆室を利用する常連漫画家志望者の1人として、様々な作家の原稿を手伝っていた。またコロコロ内の特集記事ページでイラストカットを手掛けることもあった。
1984年頃、開発されたばかりのレーサーミニ四駆のコロコロコミックにおける誌上展開が決定。新しいジャンルを描くに相応しい「連載経験の無い新人」を探していたところ、声が掛かる。上述のような経歴やマシン好きの性分が重なって承諾し、ミニ四駆の研究に明け暮れた末に1987年の『ダッシュ!四駆郎』連載開始に至る。
1987年には他にも以下の出来事が集中する。
- コロコロ本誌のRCカー技術解説ページ『前ちゃん[注釈 2]のラジコンスクール』のイラストカットを4月号から翌年3月号まで毎号担当。
- 夏休み増刊号の読み切り『走れ!前ちゃん[5]』で漫画家デビュー。
- 本誌11月号の読み切り『前ちゃんのミニ四駆大作戦[6]』を経て、翌12月号から初連載作品『ダッシュ!四駆郎』がスタートする。

デビュー当時の私生活はズボラで、部屋はゴミで足の踏み場も無いほどであった。貧乏で銭湯にも滅多に通えなかったが、『四駆郎』第1話の原稿を持参して田宮督夫の事務所に行く前には、失礼が無いようにと秋の寒空の下に公園の噴水で体を洗ったという逸話がある。
『四駆郎』連載開始後は誌面上で「ミニ四駆デザインコンテスト」を開催し、自ら応募作品を吟味したが「人が乗れないデザインはミニ四駆じゃない」と、自動車としての実用性に欠けるデザインは全て没にするというカーデザイナーのこだわりを見せたという。ちなみにこの時に採用された応募者の一人が当時中学生の武井宏之であり、徳田の死後に『ハイパーダッシュ!四駆郎』を連載する。
ミニ四駆のヒットによりコミックスの印税や自らデザインしたミニ四駆のロイヤリティも入るようになり、当時黎明期だった3DCGに惚れ込んだことで約200万円もの機材を惜しげもなく揃えられるほどの余裕が出来た。また、この頃には原稿が締切に間に合わず、サイン会にて「ライブ執筆」と称して子供達の前で残りの原稿を描きながらサイン会も平行するという手法で乗り切った逸話もある。
一方、元々の大食いに加えて過食によって体も大きくなっていった。また、極度の野菜嫌いの偏食家で、牛丼の具のタマネギすら残すほどだったという。1992年1月28日に急病で倒れ、35日間の意識不明、20日間の危篤状態になり、左足に麻痺が残る。連載中だった『四駆郎』も休載。同年5月5日に復帰。
その後も通院や養生をしながら様々な漫画やイラストを執筆し続けていたが、2006年3月23日未明に再び倒れ、同日午前3時5分、急性心不全のため横浜市内の病院で死去。享年47。葬儀は日本キリスト教会鶴見教会で行われた。
妻はイラストレーターの徳田じざべ。

## 作品リスト
- ダッシュ!四駆郎 - 単行本 小学館 てんとう虫コミックス 全14巻。TVアニメ化もされ、アニメ版では自身をモデルとした登場人物の声も担当していた。
- 真ダッシュ!四駆郎 - ポスターとチラシのみ。未完。
- 風のレーサー侠 - 単行本 小学館 てんとう虫コミックス 全1巻
- 風のレーサー侠 外伝 - ポスターとチラシのみ。
- ダッシュボーイ天 - 単行本 小学館 てんとう虫コミックススペシャル 全2巻
- 一着！70キ（いっちゃく！ななまるき） - 別冊コロコロコミックスペシャル 1994年12月号（64号）に前編と1995年2月号（65号）に後編が掲載。世界初のCGミニ四駆漫画。掲載誌には爆走兄弟レッツ&ゴーやGO!GO!ミニ四ファイターなどミニ四駆漫画が並んでおり、徳田のキャッチフレーズは「元祖ミニ四恐竜」となっている。

## アシスタント
- 樫本学ヴ
- 青木たかお
- 今賀俊